# ТНПО-115
ТНПО-115 — советский прибор наблюдения за местностью (триплекс)  для установки на бронетанковую технику, такую как БТР-80, БРДМ-2 и другие. Пpизмы имеют электpоoбoгpeв, что улучшает видимость в уcлoвиях низкиx температур, при запотевании и заиндевении верхней и нижней призм.

## Описание
Прибор ТНПО-115 выполнен в металлическом корпусе, в котором установлены две призмы. Призмы оборудованы электроподогревом. При низких температурах, запотевании и заиндевении верхней и/или нижней призм прибора можно включить электроподогрев, чем улучшить видимость через прибор. В небоевой обстановке имелась возможность снимать эти приборы для обеспечения лучшего обзора через смотровой люк механика-водителя. Для обеспечения герметичности шахты среднего прибора ТНПО-115 механика-водителя закрывается защитным стеклом.

## Характеристики
| Характеристики                               | ТНПО-115   |
| -------------------------------------------- | ---------- |
| Угол обзора в горизонтальной плоскости       | 116°       |
| Угол обзора в вертикальной плоскости         | 44°        |
| Угол поля зрения по горизонтали              | 49°        |
| Угол поля зрения по вертикали                | 9°         |
| Перископичность прибора, мм                  | 113        |
| Габаритные размеры, мм (длина×ширина×высота) | 177×142×58 |
| Масса, кг                                    | 2,4        |
| Габариты посадочного места, мм               | 133,3x42   |